# Geoffrey Blake
Geoffrey Lewis Blake (* 20. srpna 1962 Baltimore) je americký komik, herec a zpěvák. Je známý z filmových rolí ve filmech Kontakt, Mladé pušky, Forrest Gump či Trosečník. Daboval také postavu Ralpha v animovaném filmu FernGully: Poslední deštný prales.
Narodil se v Baltimore, jako syn Marjoria Myerse a Avery Felton Blake. Absolvoval vysokou školu v San Ramon Valley v Kalifornii. Herectví se začal věnovat již na vysoké škole. V televizi se poprvé objevil v seriálech Paper Dolls, Homefront a Any Day Now. V roce 2010 hrál v epizodě Whistle Stop televizní série In Plain Sight v roli informátora FBI.
Je absolventem Univerzity v jižní Kalifornii a členem společnosti Sigma Nu.